# Balindong
Balindong is een gemeente in de Filipijnse provincie Lanao del Sur in het noorden van het eiland Mindanao. Bij de laatste census in 2007 had de gemeente ruim 30 duizend inwoners.

## Geografie

### Bestuurlijke indeling
Balindong is onderverdeeld in de volgende 38 barangays:
| - Abaga - Bantoga Wato - Barrit - Bolinsong - Borakis - Bualan - Bubong - Bubong Cadapaan - Cadapaan - Cadayonan - Dadayag - Dado - Dibarusan | - Dilausan - Dimarao - Ingud - Kaluntay - Lalabuan - Lati - Lilod - Limbo - Lumbac Lalan - Lumbac Wato - Lumbayao - Magarang - Malaig | - Nusa Lumba Ranao - Padila - Pagayawan - Paigoay - Pantaragoo - Poblacion (Balindong) - Raya - Salipongan - Talub - Tantua Raya - Tomarompong - Tuka Bubong |

## Demografie
Balindong had bij de census van 2007 een inwoneraantal van 30.295 mensen. Dit zijn 5.825 mensen (23,8%) meer dan bij de vorige census van 2000. De gemiddelde jaarlijkse groei komt daarmee uit op 2,99%, hetgeen iets hoger is dan het landelijk jaarlijks gemiddelde over deze periode (2,04%). Vergeleken met de census van 1995 is het aantal mensen met 8.470 (38,8%) toegenomen.

De bevolkingsdichtheid van Balindong was ten tijde van de laatste census, met 30.295 inwoners op 453,94 km², 66,7 mensen per km².